# Супруненко, Дмитрий Алексеевич
Дмитрий Алексеевич Супруненко (8 ноября 1915, город Майкоп, Адыгея — 1 августа 1990) — советский математик, доктор физико-математических наук (1955), профессор (1956), академик АН БССР (1966).

## Биография
Окончил Ростовский государственный университет (1938). В 1945—1963 гг. — доцент, заведующий кафедрой, профессор, декан математического факультета Белорусского государственного университета. В 1963—1987 гг. — заведующий лабораторией Института математики АН БССР, с 1987 года — главный научный сотрудник этого института. Дочь, Ирина Супруненко, пошла по стопам отца, имеет степень доктора физико-математических наук, работает в том же институте.

## Научная деятельность
Научные работы по алгебре и математической кибернетике. Построил теорию разрешимых и локально-нильпотентных линейных групп и групп подстановок, исследовал р-подгруппы Силова полной линейной группы, классифицировал минимальные коммутативные подалгебры полной метрической алгебры над полем, разработал методы решения экстремальных задач на подстановках.

## Награды
- Орден Трудового Красного Знамени (1978),
- Орден Отечественной войны 2 степени (1985)[3],
- Орден Дружбы народов (1985),
- Орден «Знак Почёта» (1961),
- медали,
- Государственная премия БССР 1974 г. за монографию «Группы матриц» (1972).

## Основные работы
- Разрешимые и нильпотентные линейные группы. — Мн.: Изд-во БГУ им. В. И. Ленина, 1958.
- Перестановочные матрицы. — Мн.: Наука и техника, 1966 (совм. с. Р. И. Тышкевич).
- Группы матриц. — М.: Наука, 1972.
- Группы перестановок. — Мн.: Наука и техника, 1996.